# Чампион Хајстс (Охајо)
Чампион Хајстс (енгл. Champion Heights) насељено је место без административног статуса у америчкој савезној држави Охајо.

## Демографија
По попису из 2010. године број становника је 6.498, што је 1.771 (37,5%) становника више него 2000. године.
| Група             | 2000.         | 2010.         |
| Белци             | 4.628 (97,9%) | 6.317 (97,2%) |
| Афроамериканци    | 31 (0,7%)     | 58 (0,9%)     |
| Азијати           | 5 (0,1%)      | 18 (0,3%)     |
| Хиспаноамериканци | 30 (0,6%)     | 59 (0,9%)     |
| Укупно            | 4.727         | 6.498         |